# فونیس
فونیس (به اسپانیایی: Funes) یک منطقهٔ مسکونی در آرژانتین است که در بخش روزاریو واقع شده‌است.